# Alejandro de Bérgamo
Alejandro de Bérgamo o San Alejandro (Siglo III - Bérgamo, 26 de agosto de 303) fue un soldado romano de la legión tebana comandado posiblemente por Maurico, que sufrió martirio en Bérgamo, al ser torturado y asesinado por no renunciar a su fe cristiana. Es el santo patrón de Bérgamo, así como Capriate San Gervasio y Cervignano d'Adda.

## Leyenda
Probablemente fue, como lo documentan los últimos actos de su martirio (que se remontan al siglo VIII ), el abanderado de la legendaria legión tebana, compuesta por soldados de la Tebaida y comandada por el general romano Mauricio, que también era venerado por la Iglesia católica con el nombre de San Mauricio.
Según la tradición, la centuria de la que Alejandro era comandante fue trasladada hacia el año 301 desde Mesopotamia hacia las regiones occidentales, primero a Colonia, luego a Brindisi, hasta llegar a África.
Antes del comienzo de la persecución de Diocleciano en 303, tanto Galerio como Maximiano en Occidente inauguraron, bajo su propia responsabilidad, una cruzada contra el cristianismo y buscaron especialmente expulsar a todos los cristianos de los ejércitos. Pero los soldados se negaron a ejecutar las órdenes, pagando con la diezma, que tuvo lugar en Agaunum, en la actual Saint Maurice-en-Valais, que Está ubicado en el cantón de Valais, Suiza. Alejandro siendo víctima de las persecuciones, se dice que fue un superviviente de la aniquilación ordenada contra la legión en Agaunum. Huyendó a Italia con algunos de sus compañeros. 
En Milán, fue reconocido y encarcelado en la prisión de Zebedeo en Milán, posterior sitio de la iglesia de Sant'Alessandro en Zebedia . Se negó a renunciar a su fe cristiana. Sin embargo, fue visitado en la cárcel por Fidelis y el obispo Maternus . Con la ayuda de Fidelis, Alejandro logró escapar.  Alejandro huyó a Como pero fue capturado nuevamente y llevado a Milán.
Después de ser capturado y llevado ante Maximiano, Alejandro derribó el altar preparado para el sacrificio a los dioses romanos enfureciendo así al emperador romano. Tras este acontecimiento Alejandro fue condenado a muerte por decapitación. Sin embargo, los brazos del verdugo quedaron rígidos durante la ejecución. Fue encarcelado de nuevo, pero Alejandro logró nuevamente escapar y acabó en Bérgamo, cruzó milagrosamente el Adda un río ubicado en, Fara Gera d'Adda, el cual estaba sobre terreno seco y se escondió en un bosque cerca del puente de Morla, en Capriate San Gervasio, con un patricio local. En Bérgamo fue huésped del señor Crotacio, quien le ordenó que se escondiera de sus perseguidores. Sin embargo, Alejandro decidió convertirse en predicador y convirtió a muchos nativos de Bérgamo, incluidos Firmus y Rusticus, que más tarde fueron martirizados. Alejandro fue nuevamente capturado y finalmente decapitado el 26 de agosto de 303, en el lugar que ahora ocupa la iglesia de San Alejandro en Colonna. La leyenda dice que Santa Grata al encontrar sus restos, unos días después de su ejecución, alrededor de ellos, en correspondencia con unas gotas de sangre o charco alrededor de su cuello y cabeza, habrían brotado lirios, los cuales recogido y los planto en un jardín fuera de la ciudad. 

## Veneración
La Passio más antigua data aproximadamente del siglo VIII, pero su culto es mucho anterior. Alejandro fue probablemente un soldado romano, nativo o residente en Bérgamo, torturado y asesinado por no haber renunciado a su fe cristiana. 
A él está dedicada la catedral de Bérgamo . Es uno de los santos en la dedicación de la iglesia en Roma para los naturales de Bérgamo .
En la Pinacoteca Vaticana se encuentra "El martirio de San Alejandro de Bérgamo" de 1887, de Ponziano Loverini . 

### Patronazgo
Gracias a la noble Grata, el cuerpo de la Mártir fue robado y transportado a la finca de su familia, donde fue enterrado. La santa, pocos días después de la ejecución, habría encontrado los restos de San Alejandro, cuya presencia estaba indicada por lirios, que crecían en correspondencia con unas gotas de la sangre del Mártir, los habría recogido y hecho enterrar en la casa de su familia. Jardín, en las afueras de la ciudad, donde se construyó la gran basílica de Sant'Alessandro, posteriormente demolida durante la construcción de las murallas venecianas de Bérgamo.
La Iglesia católica lo recuerda el 26 de agosto con un breve panegírico en el Martirologio Romano : "En Bérgamo, san Alejandro, mártir".
San Alejandro de Bérgamo es el protector y patrón de numerosos lugares italianos, entre ellos:
- Diócesis y ciudad de Bérgamo.
- Traona (SO), Colnago.
- Cerchas San Gervasio.
- Castel Gabbiano (CR).
- Cervignano d'Adda ( LO ).
- Besozzo (VA).
- Caronno Pertusella (VA).
- Cesar (MI).
- Melzo (MI) Copatrón.
- Barzio (LC).
- Robar (LC).
- Villongo Sant'Alessandro (BG).
- Fara Gera d'Adda (BG).
- Paladina (BG).
- Albano Sant'Alessandro (BG).
- Lepreno (BG).
- Zemé (PV).
- Cortar (CO).
- Melfi (PZ).

## Hagiografía alternativa
Sin embargo, toda la historia de San Alejandro sigue siendo algo oscura y poco documentada. Los actos de su martirio son, de hecho, casi cinco siglos posteriores al momento de su martirio. La propia pertenencia de Alejandro a la legendaria legión tebana contribuye a hacer su historia aún más oscura. La Legión Tebana o Legión Tebana, de hecho, es una legión romana legendaria de la literatura hagiográfica cristiana.
Según Euquerio, obispo de Lyon del siglo V, esta legión estaba compuesta enteramente por cristianos y fue trasladada de Tebas a la Galia para ayudar al emperador Maximiano. Cuando Maximiano ordenó la represión de algunos galos cristianos, la legión se negó y fue diezmada (un legionario de cada diez fue asesinado). Siguieron otras órdenes que la legión aún se negó a cumplir, animada por San Mauricio, que era su comandante; Luego se ordenó una segunda aniquilación y finalmente se exterminó toda la legión (6600 hombres). El lugar de la masacre fue Agaunum, hoy San Maurizio en Valais , sede de la abadía del mismo nombre.
La existencia de una Legio I Maximiana, también conocida como Maximiana Thebaeorum se informa en la Notitia dignitatum. Denis Van Bercham, de la Universidad de Ginebra , ha puesto en duda la veracidad de la leyenda de la legión tebana. Este erudito señaló que la aniquilación era un anacronismo y que el servicio cristiano en una legión antes de Constantino I era bastante raro. Según David Woods, profesor del University College Cork, los cuentos de Euquerio de Lyon son una completa ficción.
Por tanto, una nueva hipótesis tiende a identificar al mártir Alejandro de Bérgamo con uno de los mártires de Anaunia (Val di Non). Sería pues Alejandro, el compañero de Sisinnio y Martirio, tres clérigos originarios de Capadocia enviados por el obispo Ambrosio desde Milán para evangelizar la región de Anaunia, a petición del obispo de Trento, Vigilio. Los tres fueron brutalmente asesinados por paganos locales y, por lo tanto, son venerados como santos y mártires por la Iglesia católica. Esta conexión entre el Sant'Alessandro de Bérgamo y el de Anaunia explicaría también la presencia, entre las colinas que componen la actual Alta Bérgamo, de una colina llamada San Vigilio obispo y una iglesia del mismo nombre dedicada a él.